# Lisa Hauser
Lisa Theresa Hauser, född 16 december 1993 i Kitzbühel, är en österrikisk skidskytt. Vid världsmästerskapen i skidskytte 2021 i Pokljuka vann hon guld i damernas masstart.
Hausers första seger i en världscuptävling kom i singelmixstafett tillsammans Simon Eder den 12 mars 2017 i Kontiolax. Hon tog sin första individuella pallplats i världscupen då hon slutade trea på sprinten i Oberhof den 8 januari 2021. Hon tog sin första individuella världscupseger när hon vann distansloppet i Rasen-Antholz den 21 januari 2021.
Hauser deltog vid olympiska vinterspelen 2014, 2018 och 2022.

## Resultat

### Världscupen

#### Individuella pallplatser
Hauser har tolv individuella pallplatser i världscupen: fem segrar, tre andraplatser och fyra tredjeplatser.
| Säsong  | Datum            | Plats         | Disciplin          | Placering |
| ------- | ---------------- | ------------- | ------------------ | --------- |
| 2020/21 | 8 januari 2021   | Oberhof       | Sprint (7,5 km)    | 3:a       |
| 2020/21 | 9 januari 2021   | Oberhof       | Jaktstart (10 km)  | 3:a       |
| 2020/21 | 14 januari 2021  | Oberhof       | Sprint (7,5 km)    | 3:a       |
| 2020/21 | 21 januari 2021  | Antholz       | Distans (15 km)    | 1:a       |
| 2020/21 | 23 januari 2021  | Antholz       | Masstart (12,5 km) | 3:a       |
| 2020/21 | 14 februari 2021 | Pokljuka (VM) | Jaktstart (10 km)  | 2:a       |
| 2020/21 | 21 februari 2021 | Pokljuka (VM) | Masstart (12,5 km) | 1:a       |
| 2021/22 | 27 november 2021 | Östersund     | Distans (15 km)    | 2:a       |
| 2021/22 | 2 december 2021  | Östersund     | Sprint (7,5 km)    | 1:a       |
| 2021/22 | 18 mars 2022     | Oslo          | Sprint (7,5 km)    | 2:a       |
| 2022/23 | 3 december 2022  | Kontiolax     | Sprint (7,5 km)    | 1:a       |
| 2022/23 | 18 december 2022 | Annecy        | Masstart (12,5 km) | 1:a       |

#### Pallplatser i lag
I lag har Hauser nio pallplatser i världscupen: två segrar, sex andraplatser och en tredjeplats.
| Säsong  | Datum            | Plats          | Disciplin        | Placering | Lagkamrat(er)         |
| ------- | ---------------- | -------------- | ---------------- | --------- | --------------------- |
| 2016/17 | 27 november 2016 | Östersund      | Singelmixstafett | 2:a       | Simon Eder            |
| 2016/17 | 12 mars 2017     | Kontiolax      | Singelmixstafett | 1:a       | Simon Eder            |
| 2017/18 | 26 november 2017 | Östersund      | Singelmixstafett | 1:a       | Simon Eder            |
| 2017/18 | 10 mars 2018     | Kontiolax      | Singelmixstafett | 2:a       | Julian Eberhard       |
| 2018/19 | 2 december 2018  | Pokljuka       | Singelmixstafett | 2:a       | Simon Eder            |
| 2018/19 | 17 februari 2019 | Salt Lake City | Singelmixstafett | 2:a       | Simon Eder            |
| 2019/20 | 25 januari 2020  | Pokljuka       | Singelmixstafett | 3:a       | Simon Eder            |
| 2020/21 | 10 februari 2021 | Pokljuka (VM)  | Mixstafett       | 2:a       | Komatz / Eder / Zdouc |
| 2021/22 | 8 januari 2022   | Oberhof        | Singelmixstafett | 2:a       | Simon Eder            |

#### Ställning i världscupen
| Säsong  | Totalt | Totalt | Distans | Distans | Sprint | Sprint | Jaktstart | Jaktstart | Masstart | Masstart |
| Säsong  | Poäng  | Plac.  | Poäng   | Plac.   | Poäng  | Plac.  | Poäng     | Plac.     | Poäng    | Plac.    |
| ------- | ------ | ------ | ------- | ------- | ------ | ------ | --------- | --------- | -------- | -------- |
| 2013/14 | 36     | 69:e   | 17      | 35:e    | 13     | 78:e   | 6         | 73:e      | –        | –        |
| 2014/15 | 338    | 24:e   | 34      | 29:e    | 105    | 31:a   | 93        | 26:e      | 106      | 16:e     |
| 2015/16 | 479    | 15:e   | 62      | 15:e    | 161    | 18:e   | 159       | 16:e      | 97       | 17:e     |
| 2016/17 | 496    | 15:e   | 69      | 12:e    | 143    | 20:e   | 191       | 13:e      | 93       | 21:a     |
| 2017/18 | 260    | 29:e   | 24      | 30:e    | 91     | 30:e   | 119       | 18:e      | 26       | 37:e     |
| 2018/19 | 488    | 17:e   | 94      | 5:e     | 141    | 23:e   | 167       | 13:e      | 86       | 23:e     |
| 2019/20 | 352    | 18:e   | 39      | 27:e    | 141    | 17:e   | 47        | 36:e      | 125      | 14:e     |
| 2020/21 | 818    | 6:e    | 103     | 1:a     | 256    | 8:e    | 224       | 6:e       | 171      | 6:e      |
| 2021/22 | 684    | 3:e    | 86      | 2:a     | 300    | 4:e    | 222       | 5:e       | 95       | 12:e     |

### Olympiska spel
| Tävling          | Distans | Sprint | Jaktstart | Masstart | Stafett | Mixstafett |
| ---------------- | ------- | ------ | --------- | -------- | ------- | ---------- |
| Sotji 2014       | 41:a    | 62:a   | –         | –        | –       | 10:e       |
| Pyeongchang 2018 | 36:e    | 27:e   | 39:e      | –        | –       | 9:e        |
| Peking 2022      | 17:e    | –      | –         | –        | –       | 10:e       |

### Världsmästerskap
| Tävling         | Distans | Sprint | Jaktstart | Masstart | Stafett | Mixstafett | Singelmix |
| --------------- | ------- | ------ | --------- | -------- | ------- | ---------- | --------- |
| Nové Město 2013 | –       | –      | –         | –        | 19:e    | –          | i.u.      |
| Kontiolax 2015  | 26:e    | 24:e   | 21:a      | 13:e     | 10:e    | 5:e        | i.u.      |
| Oslo 2016       | 13:e    | 16:e   | 20:e      | 21:a     | 12:e    | 5:e        | i.u.      |
| Hochfilzen 2017 | 61:a    | 23:e   | 26:e      | 25:e     | DSQ     | 9:e        | i.u.      |
| Östersund 2019  | 7:e     | 70:e   | –         | –        | 16:e    | –          | 8:e       |
| Antholz 2020    | 51:a    | 17:e   | 8:e       | 9:e      | 12:e    | 8:e        | 6:e       |
| Pokljuka 2021   | 4:e     | 9:e    | Silver    | Guld     | 7:e     | Silver     | 6:e       |